# Roger Morris (engelsk författare)
Roger Morris, född 1960 i Manchester, var docent i klassisk filologi vid University of Cambridge, innan han övergick till författarskap. Hans noveller publiceras i olika tidskrifter och samlingar. En av dem, The Devil's Drum ur novellsamlingen Darkness Rising bearbetades av kompositören Edward Dudley Hughes till en opera , som uruppfördes 1998.